# Gagat
Gagat je vrsta crnog lignita koja se cijeni kao ukrasni kamen. Ne radi se o pravom materijalu mineralnog podrijetla, nego o drvu koje se pod visokim tlakom fosiliziralo. Crne je ili tamno smeđe boje te može u sebi sadržavati i komadiće pirita koji su, pak, mjedeno žute boje .

## Podrijetlo
Gagat je proizvod razgradnje drveta starog više milijuna godina pod visokim pritiskom. Obično se radi o drvetu iz porodice Araucariaceae. U principu nalazimo 2 vrste, tvrdi i meki gagat. Tvrdi je nastao pod utjecajem tlačenja ugljika i slane, odnosno kod mekog slatke vode.
Gagat koji nalazimo u mjestu Whitby, u Engleskoj, star je oko 182 milijuna godina.
Gagat se lako polira, te ga se upotrebljava u izradi nakita, najstariji primjerci stari su oko 17 000 godina, a potječu iz pokrajine Asturije u Španjolskoj.

## Osobine
Gagat se vrlo lako obrađuje rezbarenjem, s time da se fini detalji obrađuju znatno teže i traže više vještine i prakse. Tvrdoća po Mohsu je između 2,5 i 4,dok je specifična težina između 1,30 i 1,34. Indeks loma je približno 1,66. Kod dodira s užarenom iglom materijal širi miris jednak ugljenu.

## Vanjske poveznice
- The Whitby Jet Heritage Centre  Arhivirana inačica izvorne stranice od 2. svibnja 2011. (Wayback Machine)
- Jet, the fossilized wood, the Asturian  Jet in the Jurassic.  Arhivirana inačica izvorne stranice od 27. prosinca 2009. (Wayback Machine)
- Gemstone Guide: Jet